# Чемпионат мира по тхэквондо 1973
1-й чемпионат мира по тхэквондо прошёл с 25 по 27 мая 1973 года в Сеуле (Южная Корея). Состязания проходили только среди мужчин.

### Мужчины
| Категория            | Золото            | Серебро              | Бронза                 |
| -------------------- | ----------------- | -------------------- | ---------------------- |
| Лёгкий вес (−64 кг)  | Ли Ки Хен (KOR)   | Армандо Чаверо (FRG) | Джо Хейс (USA)         |
| Лёгкий вес (−64 кг)  | Ли Ки Хен (KOR)   | Армандо Чаверо (FRG) | Георг Карренберг (FRG) |
| Тяжёлый вес (−64 кг) | Ким Чжон Тэ (KOR) | Майк Уоррен (USA)    | Альберт Чикс (USA)     |
| Тяжёлый вес (−64 кг) | Ким Чжон Тэ (KOR) | Майк Уоррен (USA)    | Раймонд Селл (USA)     |

## Медальный зачет
| Место | Страна           | Золото | Серебро | Бронза | Всего |
| ----- | ---------------- | ------ | ------- | ------ | ----- |
| 1     | Республика Корея | 2      | 0       | 0      | 2     |
| 2     | США              | 0      | 1       | 3      | 4     |
| 3     | ФРГ              | 0      | 1       | 1      | 2     |
| Всего | Всего            | 2      | 2       | 4      | 8     |

## Участвующие страны
- Австралия
- Бруней
- Канада
- Сальвадор
- Франция
- Гватемала
- Гонконг
- Кот-д’Ивуар
- Япония
- Кхмерская Республика
- Малайзия
- Мексика
- Филиппины
- Сингапур
- Республика Корея
- Китайская Республика
- Уганда
- США
- ФРГ